# Naamajärvi (sjö i Suomussalmi, Kajanaland)
Naamajärvi är en sjö i kommunen Suomussalmi i landskapet Kajanaland i Finland. Sjön ligger 199,6 meter över havet. Den är 8,1 meter djup. Arean är 83 hektar och strandlinjen är 9,9 kilometer lång. Sjön  ingår i Uleälvens huvudavrinningsområde.   Den ligger omkring 98 kilometer nordöst om Kajana och omkring 550 kilometer norr om Helsingfors. 